# 沈靖韬
沈靖韬（Aristo Sham Ching-tao，1996年3月12日—）是一位香港钢琴家，10歲奪得德国埃特林根国际青少年钢琴赛冠軍，並以29歲之齡獲得2025年第17屆美國范·克萊本國際鋼琴比賽金獎，成為該獎項第一位獲獎的香港人，亦是自2009年以來首次再有華人獲獎。英国第四台曾邀请其参演《世界最伟大音乐神童》纪录片录制。

## 早年生活
1996年出生于香港，祖籍广东汕头的沈靖韜1999年开始学习钢琴，2002年进入香港演藝學院初級課程，师从香港鋼琴家黄懿伦。2008年毕业于香港拔萃男书院附属小学，其后于拔萃男书院就读至中二，于2010年转往伦敦哈罗公学就读，并于2015年毕业于哈罗公学，後攻读新英格兰音乐学院和哈佛大学双重课程。
沈於2019年獲得哈佛大學經濟學士學位，2020年獲得新英格蘭音樂學院鋼琴演奏碩士學位。

## 家庭
父亲沈楚炜（C.W. Sham）是香港遵理學校物理科補習名師，母亲是钢琴教师。

## 事業
自十一歲在香港管弦樂團與艾度·迪華特首演以來，沈曾與倫敦交響樂團在西門·力圖指揮下合作，與英國室內樂團在雷蒙·勒帕德指揮下合作，亦曾與洛桑室內樂團、蒙地卡羅愛樂管弦樂團、明尼蘇達管弦樂團、猶他交響樂團及密爾瓦基交響樂團等多個樂團合作。 他也曾為皇室及要人演奏，如查理三世國王、比利時王后瑪蒂爾德及中國前國家主席胡錦濤。
在早期的基礎上，沈2018年在紐約贏得國際青年音樂藝術家鋼琴比賽後獲得更多認可，隨後在2023年蒙地卡羅音樂大師賽中獲得大獎。 他也是吉娜‧巴考爾國際藝術家鋼琴比賽、克拉拉·哈斯基爾國際鋼琴比賽、韋爾比耶音樂節（Vendome Prize）、以及紐約、維奧蒂（Viotti International Music Competition）、都柏林、卡薩格蘭德、維塞烏及聖普列斯特等國際鋼琴比賽的獲獎者。
2025年6月，沈靖韜在位於德克薩斯州沃斯堡的第十七屆范·克萊本國際鋼琴比賽中獲得金牌及觀眾獎， 獎金包括10萬美元、一張現場專輯、國際巡迴演出及三年的職業管理，在決賽中他演奏的兩首曲目為孟德爾遜的《G小調第一鋼琴協奏曲，第25號》及布拉姆斯的《降B大調第二鋼琴協奏曲，第83號》。

## 荣誉
- 2006年：德国埃特林根国际青少年钢琴赛冠军[21]
- 2006年：香港民政事務局頒發嘉許獎
- 2007年：香港十大青少年藝術家
- 2008年：香港十大傑出少年
- 2008年：珍娜芭侯雅国际钢琴比赛少年组冠军
- 2008年：第四届全国青少年钢琴比赛少年组冠军[22]
- 2011年：明尼蘇達國際青少年鋼琴電子比賽 – 第一名及舒伯特獎
- 2015年：維塞烏國際鋼琴比賽 – 第一名[23]
- 2016年：紐約國際鋼琴比賽 – 第一名及最佳委託作品演奏獎
- 2017年：韋爾比耶音樂節Vendome獎 – 第三名[24]
- 2017年：克拉拉·哈斯基爾國際鋼琴比賽 – 入圍決賽
- 2017年：維奧蒂國際音樂比賽 – 第二名
- 2017年：聖普里斯特國際音樂比賽 – 第二名[25]
- 2018年：都柏林國際鋼琴比賽 – 第四名[26]
- 2018年：吉娜·巴喬爾國際藝術家鋼琴比賽 – 第二名及觀眾獎[27]
- 2018年：青年音樂家國際選拔賽 – 第一名
- 2019年：亞歷山德羅·卡薩格蘭德國際鋼琴比賽 – 第一名[28]
- 2023年：蒙地卡羅音樂大師賽 – 冠軍及蘭尼埃三世親王獎
- 2025年：范·克萊本國際鋼琴比賽冠軍及觀眾投票最佳獎[29]